# Burg Kōchi
Die Burg Kōchi (jap. 高知城, Kōchi-jō) ist eine Burg in der Stadt Kōchi, Präfektur Kōchi in Japan. Sie war seit 1601 Sitz der Yamanouchi, die zu den großen Tozama-Daimyō der Edo-Zeit gehörten.

## Geschichte
Ende des 16. Jahrhunderts war Chōsokabe Motochika (長宗我部元親; 1539–1599) Herr über Shikoku, bis ihn Toyotomi Hideyoshi auf die Provinz Tosa beschränkte. Motochika plante, auf dem 42 m hohen Berg Ōtakaki-yama (大高坂山) eine Burg und darunter eine Burgstadt anzulegen. Aber da die Gegend zu sumpfig war, machte er sich daran, eine Burg an der Bucht Urato (浦戸湾, Urato-wan) zu errichten. Bei der Schlacht von Sekigahara im Jahr 1600 gehörten die Chōsokabe jedoch zu den Verlierern und verloren so auch ihren Besitz.
Nun erhielt Yamanouchi Kazutoyo (1545–1605), von der Burg Kakegawa (Provinz Ōmi) kommend, diese Provinz mit einem Einkommen von 240.000 Koku. Ihm war die Burg Urato zu klein und ohne Erweiterungsmöglichkeit, so kehrte er zum Ōtakaki als Standort zurück. 1603 konnte er in die neue Burg dort einziehen. Als 1610 durch Regenfälle in der Stadt unterhalb der Burg Wasserschäden zu beklagen waren, wurde der Burgberg – und damit auch der ganz Ort entsprechend – in „Kōchiyama“ (高知山) umbenannt.

## Die Anlage

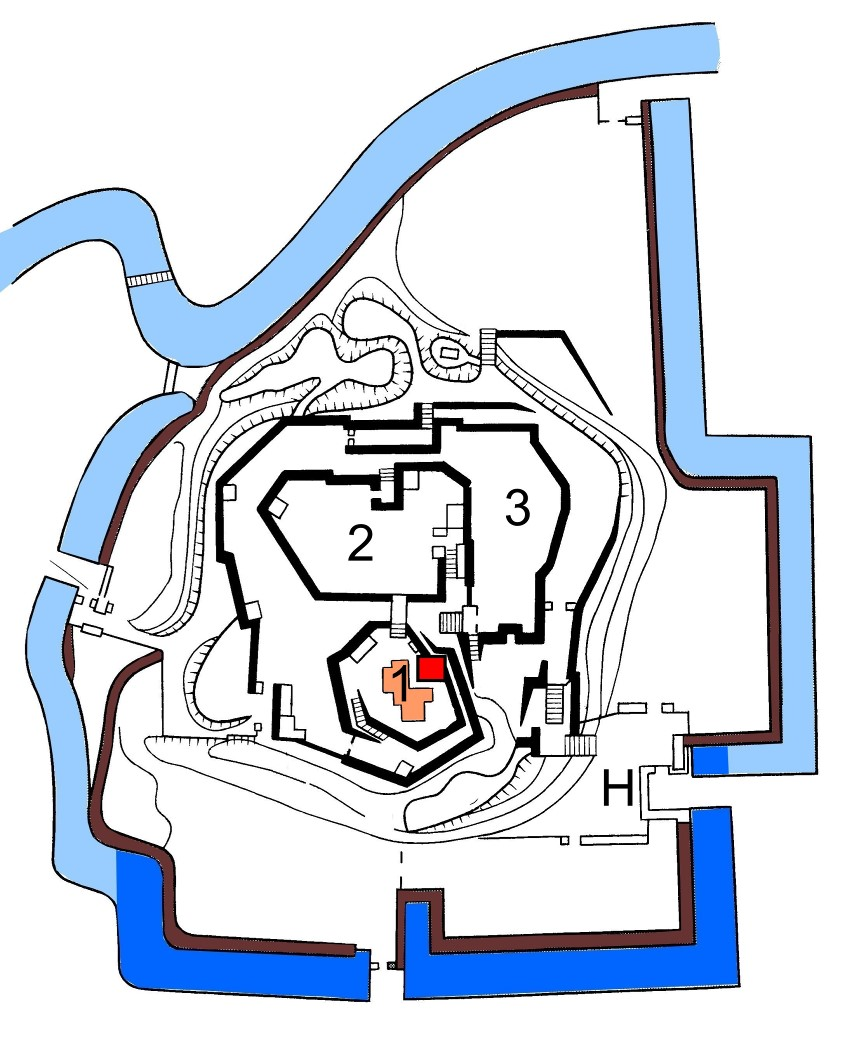
1: Hommaru 2: Ni-no-maru
3: San-no-maru H: Haupttor
Rot: Burgturm Rosa: Residenz Dunkelblau: erhaltener Wassergraben

Die Burg ist groß mit einer Ausdehnung von etwa 300 m in Ost-West- und Nord-Süd-Richtung. Die oberen Bereiche sind durch Steinwälle geschützt, der äußere Bereich durch einen umlaufenden Wassergraben und Erdwälle. Der innerste Bereich, das Hommaru, liegt im Süden, im Norden schützt das Ni-no-maru, das mit dem Hommaru durch eine Brücke über einen trockenen Graben verbunden ist. Beide Bereiche werden vom San-no-maru umgeben.
1727 erreichten Brände aus der Unterstadt die Burg, die fast bis auf das Oite-Tor (追手門, Oite-mon) abbrannte. Sie wurde dann von 1729 bis 1753 wieder aufgebaut. Der dabei wieder errichtete Burgturm wurde dem ursprünglich von Kazutoyo erbauten Turm nachgebaut, wie sich bei einer in den vergangenen Jahren durchgeführten Zerlegung und Ausbesserung ergab. 1871 wurde die Burg weitgehend abgerissen, das Burggelände wurde zum öffentlichen Park, es ist bekannt für seine Kirschblüte. 1934 wurde die Burg als geschichtliches Erbe registriert. Die Burg wurde 1948 bis 1959 grundlegend restauriert.
Die meisten Gebäude der Burg sind verschwunden, erhalten geblieben sind jedoch der Burgturm, die kleine Residenz im Hommaru – hier auch Kaitokukan (懐徳館) genannt –, der Nando-Speicher (納戸蔵, Nando-kura), das Kurogane-Tor (黒鉄門, Kurogane-mon), das Westliche Bastionsgebäude (西多聞櫓, Nishi-tamonyagura), das Östliche Bastionsgebäude (東多聞櫓, Higashi-tamonyagura), das Tsume-Tor (詰門, Tsume-mon) und das Rōka-Tor (廊下門, Rōka-mon), das Oite-Tor, Steinmauern und Erdwälle. Weiter sind Gedenksteine und Skulpturen zu sehen, darunter auch das berühmte Pferd Kazutoyos.

## Bilder

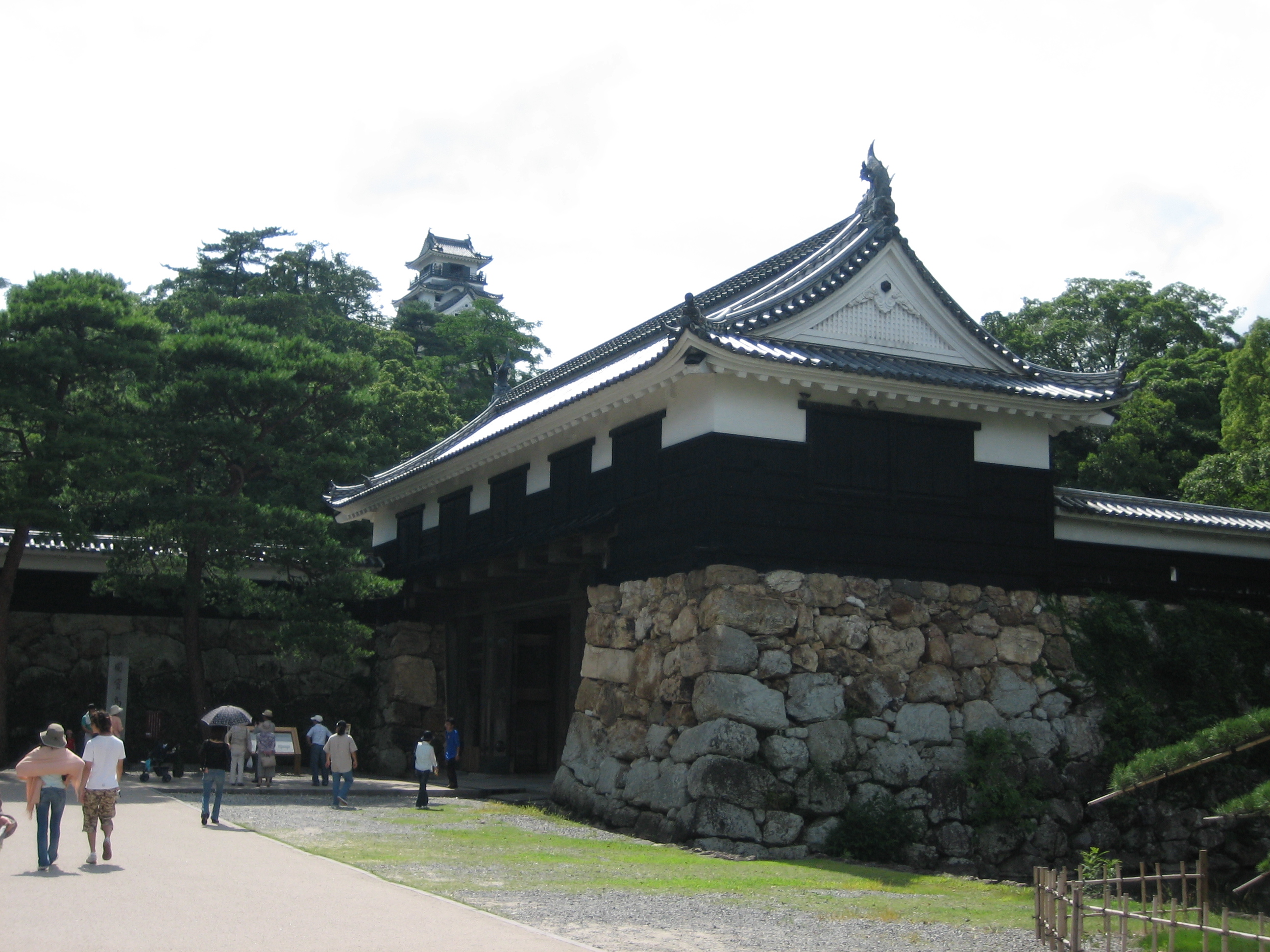
Haupttor (Ōte-mon)
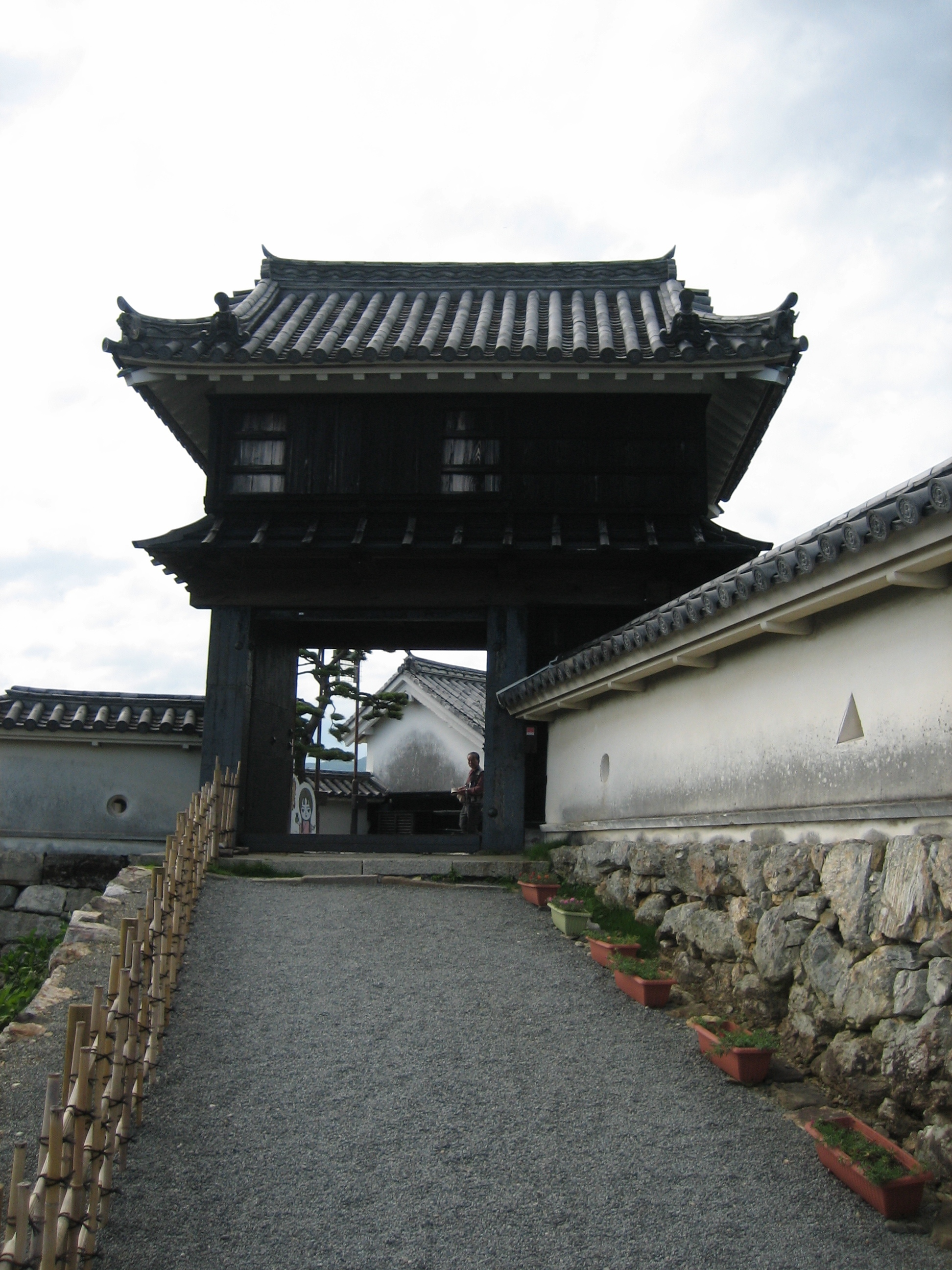
Kurogane-Tor
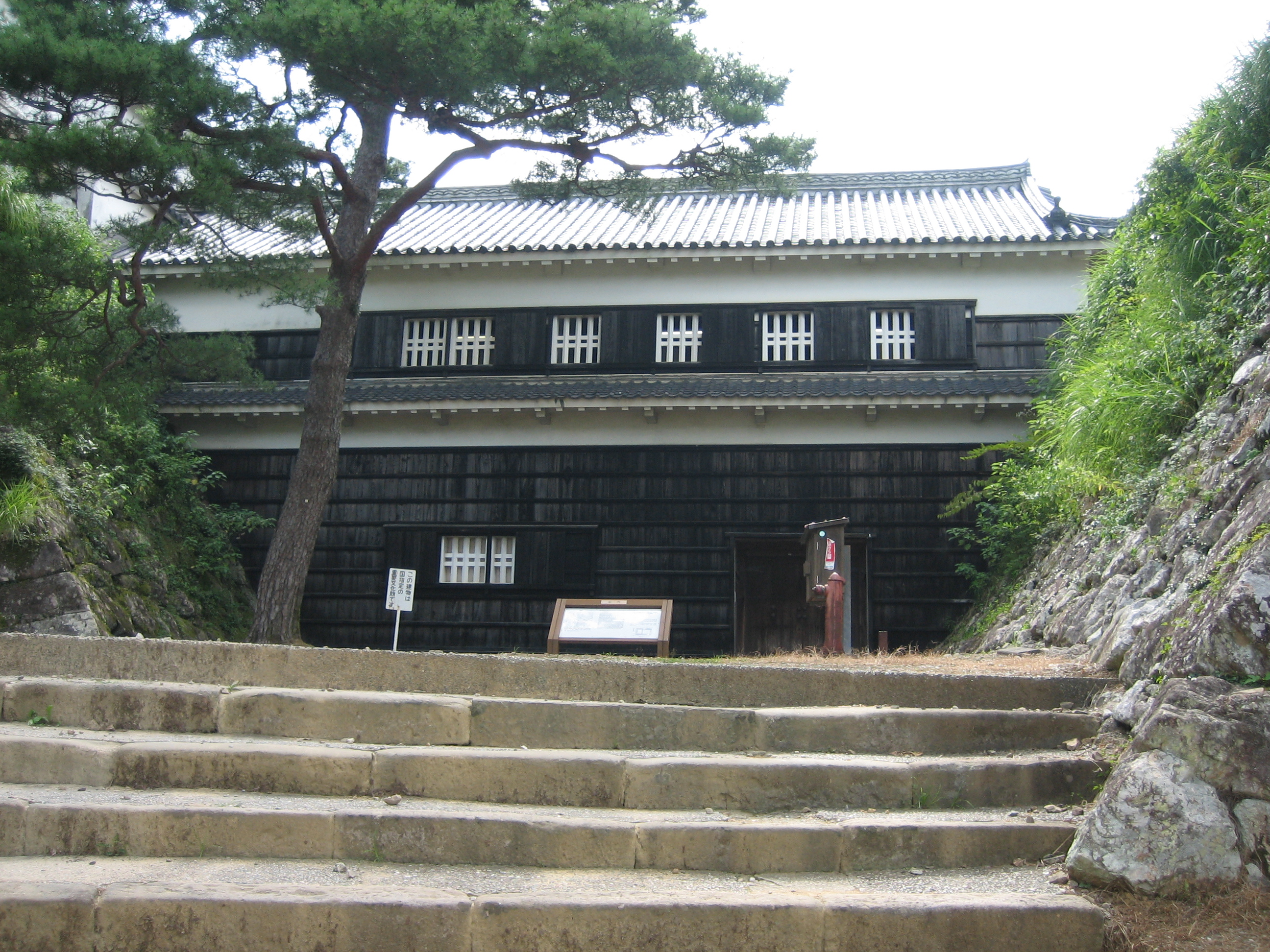
Tsume-Tor
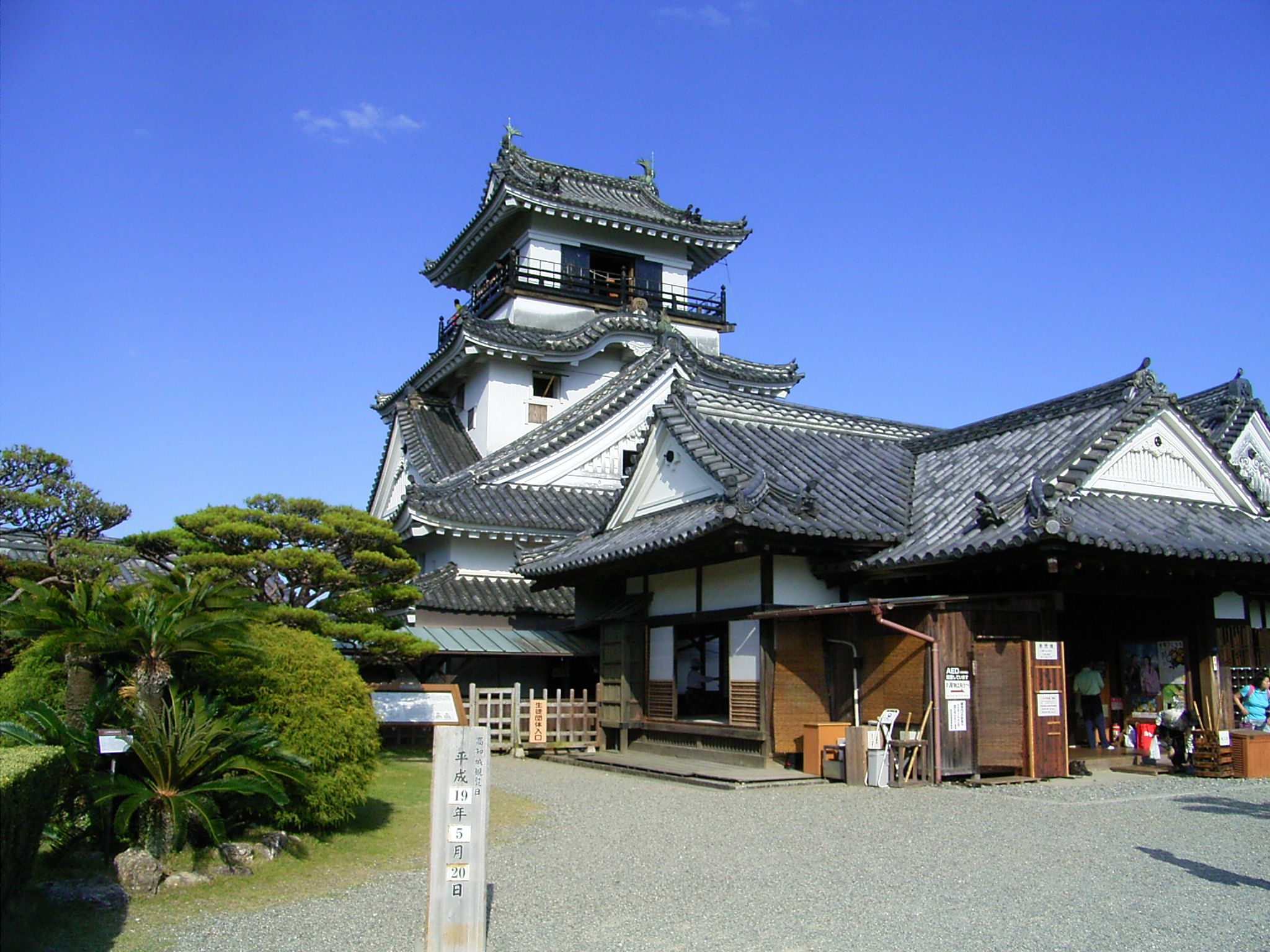
Residenz und Burgturm
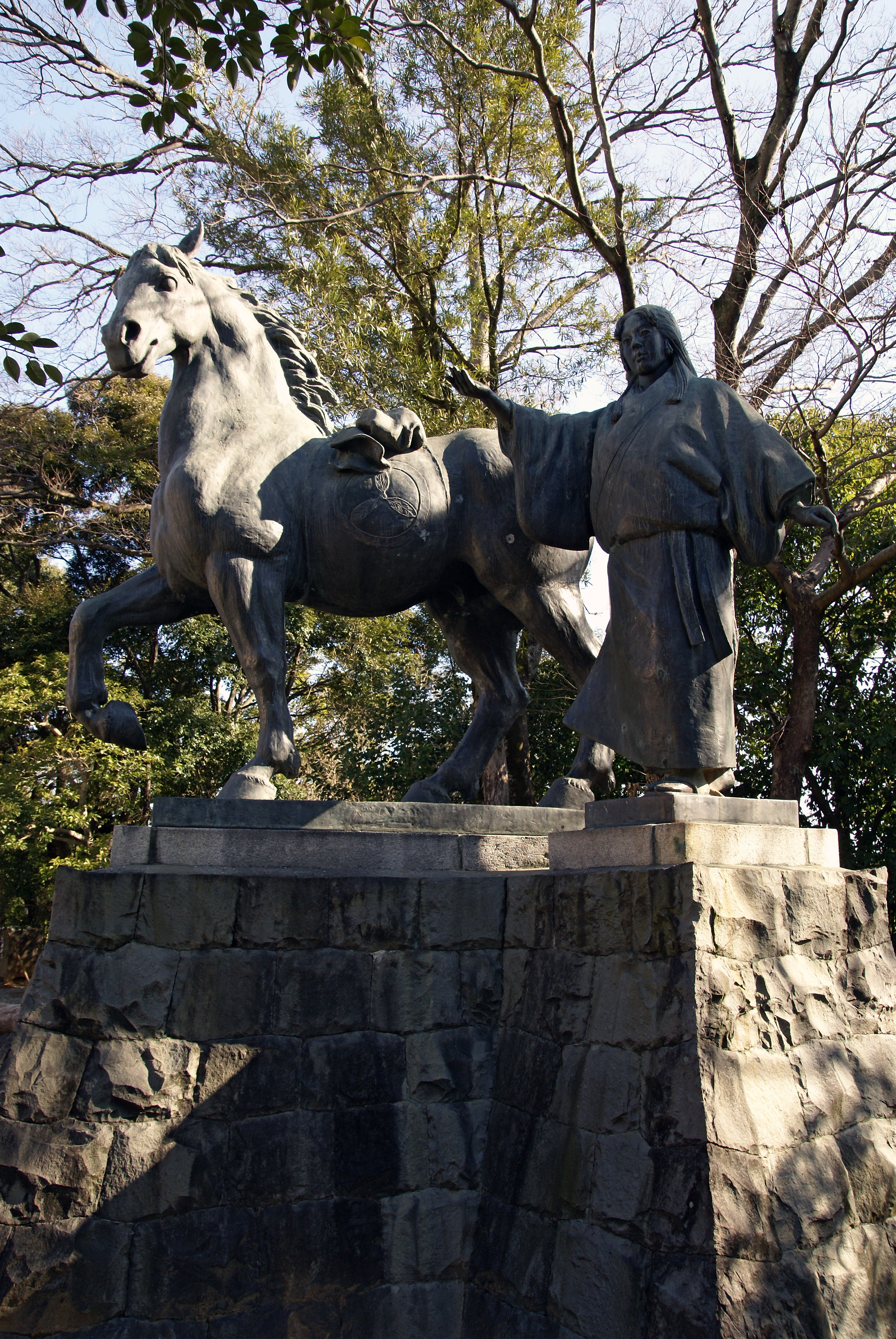
Kazutoyos Pferd
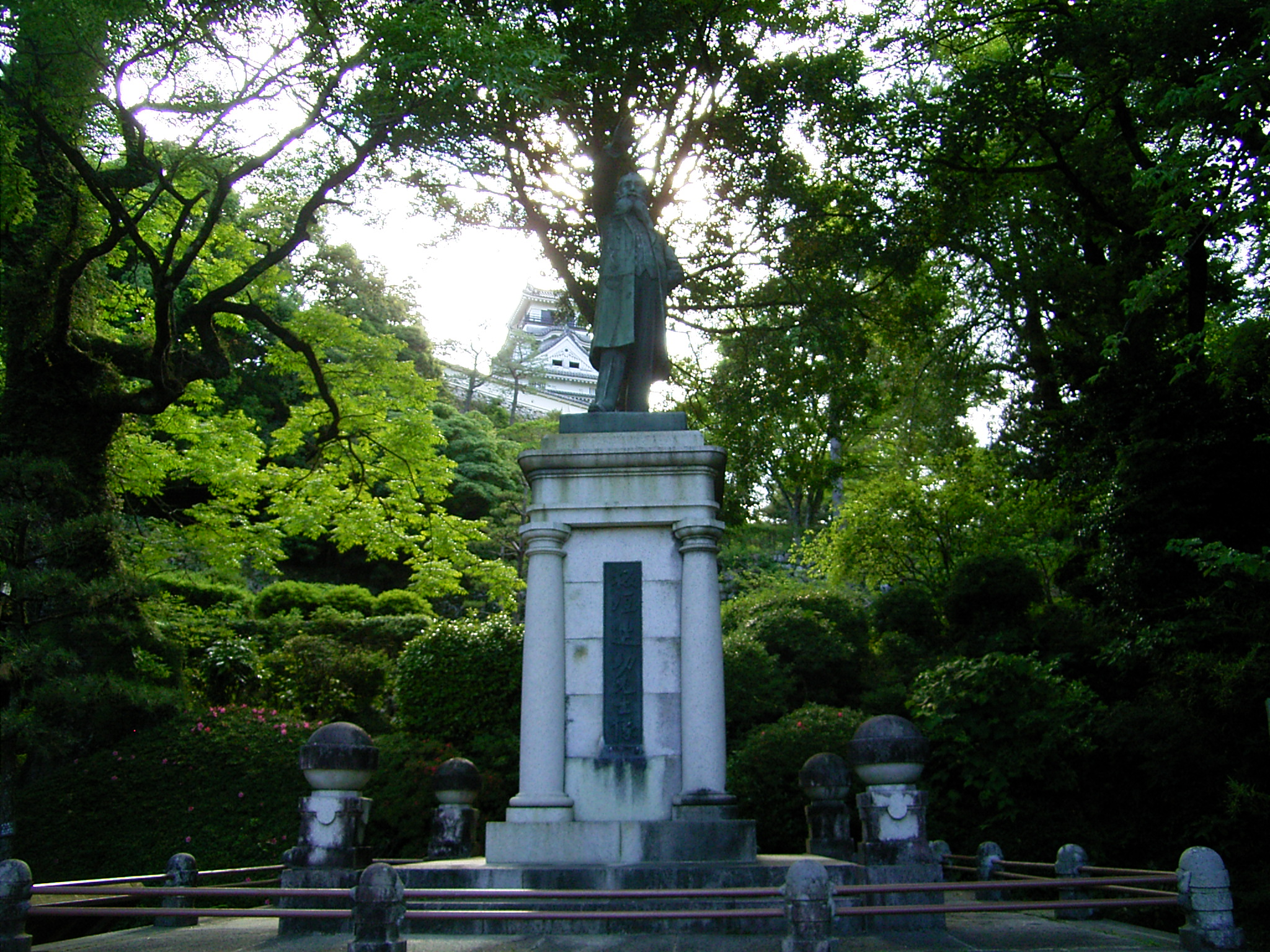
Itagaki Taisuke